# Vetenskapsåret 1977

## Händelser

### Arkeologi
- Juli - Från Sovjetunionen meddelas vid månadens mitt att ett kadaver av en mammutunge, som antas ha dött vid ett halvt års ålder och sedan ha legat i den frusna jorden i cirka 12 000 år, hittats vid torvstyckning i Kirgijadalen nära staden Susuman i östra Sibirien.[1]
- 23 juli - Amerikanska arkeologer hittar ett 6 000 år gammalt kranium, som svartnat av gyttjan men ännu innehåller hjärnsubstans, i ett område nära Little Salt Spring, en åtta meter djup dypöl, vid Sarasota i Florida.[1]
- November - I mitten av månaden hittar arkeologer en intakt gravkammare, som sannolikt antas vara kung Filip II av Makedonien, i Virgina sex mil väster om Thessaloníki.[1]

### Astronomiochrymdfart
- 28 februari - Det meddelas att australiska och brittiska astronomer fotograferat den minsta stjärna som någonsin siktats.[1]
- 10 mars - Nio smala ringar upptäcks runt Uranus [2][3]

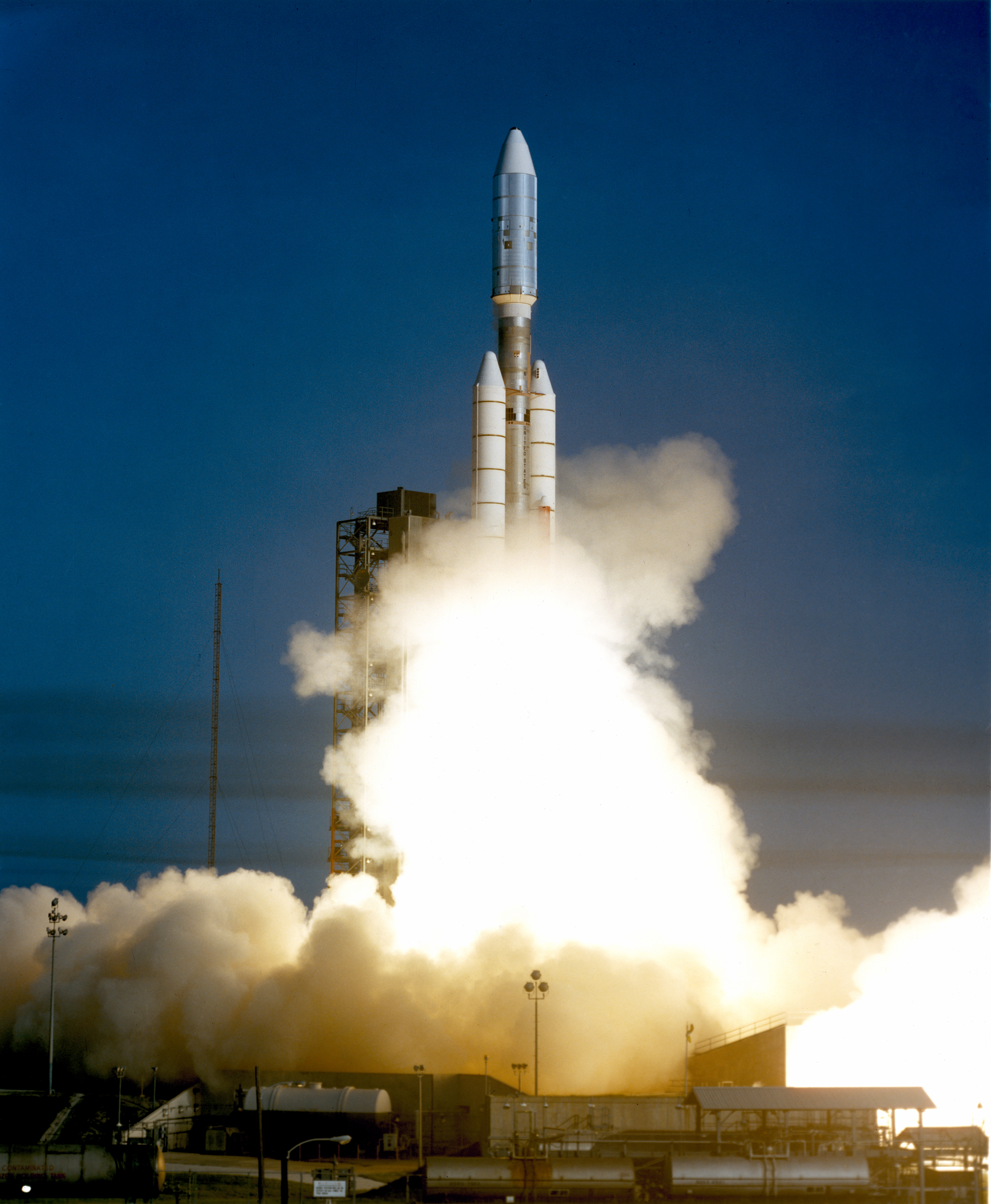
Voyagerprogrammet.

- 20 augusti - Den obemannade rymdsonden Voyager 2 skickas upp i rymden av NASA, några dagar före Voyager 1.[4]
- 5 september - Den obemannade rymdsonden Voyager 1 skickas upp i rymden av NASA, några dagar efter Voyager 2.[4]
- 29 september - Sovjetunionen skjuter upp rymdstationen Saljut 6.
- Okänt datum - Astronomer upptäcker vad som först antas vara en planet mellan Saturnus och Uranus, men den antas inte kunna räknas in som planet. Däremot kan man inte bestämma sig för vad det är för någonting [5].

### Glaciologi
- 25 juni - I Paris möts en internationell forskargrupp med ingenjörer och glaciologer för att diskutera transporterandet av isbitar med bogserbåt från Antarktis till Saudiarabien.[1]

### Medicin
- Juni - Två siamesiska tvillingar från södra Italien separeras vid månadens slut på barnsjukhuset i Washington.[1]
- 11 september - Den sista "vilda" infektionen med smittkoppor rapporteras i Somalia.[6]
- 10 oktober - En omfattande salmonellaepidemi drabbar barn och skolpersonal i Västerort.[1]
- 30 oktober - Japanska staten och ett schweiziskt läkemedelsföretag, med dotterbolag i Japan, meddelas aha gjort upp i godo efter sexårigt skadeståndsmål, 35 personer som ätit Chiroform, delar på 80 miljarder yen.[1]

## Pristagare
- Bigsbymedaljen: Brian Frederick Windley [7]
- Copleymedaljen: Frederick Sanger
- De Morgan-medaljen: C. Ambrose Rogers
- Ingenjörsvetenskapsakademien utdelar Stora guldmedaljen till Olof Rydbeck
- Nobelpriset:[8]
  - Fysik: Philip W. Anderson, Nevill F. Mott, John H. van Vleck
  - Kemi: Ilya Prigogine
  - Fysiologi/Medicin: Roger Guillemin, Andrew V. Schally, Rosalyn Yalow
- Turingpriset: John Backus
- Wollastonmedaljen: Reinout William van Bemmelen [9]

## Födda
- 31 mars – Stina Fallberg Sundmark, svensk konstvetare.

## Avlidna
- 3 juni – Archibald V. Hill, 90, brittisk fysiker, nobelpristagare.
- 16 juni – Wernher von Braun, 65, tyskfödd raketexpert.[1]
- 8 augusti – Edgar Adrian, 87, brittisk läkare, nobelpristagare.

### Fotnoter
1. 1 2 3 4 5 6 7 8 9   Horisont 1977. Bertmarks
2. ↑  Så funkar universum, James Muirden.
3. ↑  Så funkar rymden, Stuart Atkinson, 1990
4. 1 2  Så funkar universum, James Muirden
5. ↑  Astronomi, Tom McGowen, 1979
6. ↑  Reference supporting eradication in 1977: Waldman, Thomas A. (25 februari 2003). ”Immunotherapy: past, present and future” (PDF). Nature Medicine "9" (3):  ss. 269–277. doi:10.1038/nm0303-269. PMID 12612576. http://www.nature.com/cgi-taf/DynaPage.taf?file=/nm/journal/v9/n3/full/nm0303-269.html&filetype=pdf.
7. ↑  ”Geological Society”. Arkiverad från originalet den 5 juni 2011. https://web.archive.org/web/20110605101836/http://www.geolsoc.org.uk/gsl/society/history/page753.html. Läst 13 april 2011.
8. ↑  ”Nobelpriset”. http://nobelprize.org/nobel_prizes/lists/all/index.html. Läst 10 april 2011.
9. ↑  ”Geological Society”. Arkiverad från originalet den 5 juni 2011. https://web.archive.org/web/20110605102217/http://www.geolsoc.org.uk/gsl/society/history/page750.html. Läst 14 april 2011.